# Anthony Kiedis
Anthony Kiedis (Grand Rapids, 1 november 1962) is een Amerikaans zanger die vooral bekend is geworden als zanger van de Red Hot Chili Peppers.

## Biografie
Kiedis' ouders scheidden toen hij nog maar drie jaar was. Hij bleef tot zijn elfde bij zijn moeder in Michigan wonen om daarna naar zijn vader in Los Angeles te gaan. Zijn vader is de acteur Blackie Dammett. Kiedis heeft twee zussen en een broer.
Op jeugdige leeftijd acteerde Kiedis onder het pseudoniem Cole Dammett in de film F.I.S.T., waarin hij de zoon van Sylvester Stallone speelde. Hij speelde één scène in deze film.
Op Fairfax High school maakte Kiedis kennis met Flea (toen nog Michael Balzary - Flea werd later zijn bijnaam), Hillel Slovak en Jack Irons. Samen met Hillel Slovak en Jack Irons vormde hij de Los Faces Gang. Flea, Hillel en Irons hadden samen met ook Alain Johannes en Todd Strasma de band Anthym en Kiedis begon zich door hen te interesseren in muziek. Aangemoedigd door zijn docent Engels ontdekte Kiedis zijn talent voor liedjes schrijven.
Volgens Kiedis is hij in februari 1983 door zijn vriend Gary Allen gevraagd om samen met Flea, Hillel Slovak en Jack Irons één nummer te spelen in het voorprogramma van Allen. Een dag voor het optreden maakten ze in een hotelkamer het nummer 'Out in LA'.
Kiedis richtte vervolgens het bandje Tony Flow and the Miraculously Majestic Masters of Mayhem op. Na hun eerste optreden werd de band hernoemd in Red Hot Chili Peppers. Kiedis ontwikkelde zijn eigen stijl van liedjesschrijven en zingen. Hij is tenor, iets waar hij steeds meer gebruik van is gaan maken in de zachtere, gevoeligere liedjes van de Peppers. Op de vroegere albums als "the Uplift Mofo Party Plan" en "Freaky Styley" hanteerde hij een wat rap-achtigere manier van zingen. Anthony Kiedis' vader was tot 2005 voorzitter van de Red Hot Chili Peppers Fanclub.

## Persoonlijk
Kiedis haalt zijn inspiratie uit de muziek van onder meer Funkadelic, Stevie Wonder, Lou Reed, Sly Stone, Bob Marley, Jimi Hendrix, Iggy Pop, Led Zeppelin en Defunkt. Hij houdt van surrealistische schilders als Salvador Dalí, basketbal (L.A. Lakers) en verre reizen. Zijn haardracht is geïnspireerd op die van Andy Warhol.
Kiedis is, net als Hillel Slovak en John Frusciante, twee voormalige gitaristen van de Peppers, meerdere keren verslaafd geweest aan heroïne, maar is mede dankzij de steun van de bandleden al jaren afgekickt.
Zijn vriendin kreeg in 2007 een zoon. Inmiddels is deze relatie verbroken.
In 2004 bracht Anthony Kiedis zijn autobiografie Scar Tissue uit.

## Filmografie

### Als acteur
- Chase, The (1994)
- Point Break (1991)
- Less Than Zero (1987)
- Tough Guys (1986)
- Jokes My Folks Never Told Me (1978)
- F.I.S.T. (1978)

### Als componist
- MTV Video Music Awards 2000 (2000)
- Beavis and Butt-head Do America (1996) (nummer "love rollercoaster" )
- Twister (1996) (nummer "Melancholy Mechanics")
- Coneheads (1993) (nummer "soul to squeeze")
- Wayne's World (1992) (nummer "Sikamikanico")
- Pretty Woman (1990) (nummer "Show Me Your Soul")
- Say Anything (1989) (nummer)
- Less Than Zero (1987) (nummer "Fight Like A Brave")
- Thrashin' (1986) (nummer "Black Eyed Blonde")
- Tough Guys (1988) (nummer "Set It Straight")

### Als onderdeel van de crew
- Mighty Morphin Power Rangers: The Movie (1995) (als Red Hot Chili Peppers) (1995)